# Puchar Białorusi w piłce siatkowej mężczyzn (2017)
Puchar Białorusi w piłce siatkowej mężczyzn 2017 – 27. sezon rozgrywek o siatkarski Puchar Białorusi. Rozgrywki zainaugurowane zostały 12 października i trwały do 16 grudnia 2017 roku. Brały w nich udział kluby z diwizionu "A".
Rozgrywki składały się z ćwierćfinałów oraz turnieju finałowego, w ramach którego rozegrano półfinały, mecz o 3. miejsce oraz finał.
Turniej finałowy odbył się w dniach 15-16 grudnia 2017 roku w kompleksie sportowym MAPID w Mińsku.
Puchar Białorusi zdobył klub Stroitiel Mińsk, który w finale pokonał Szachcior Soligorsk.

## Drużyny uczestniczące
| Diwizion "A" 8 drużyn | Diwizion "A" 8 drużyn |
| --------------------- | --------------------- |
| BATE-BGUFK Borysów    | 3. miejsce            |
| Legion Obuchowo       | ćwierćfinał           |
| MAPID Mińsk           | 4. miejsce            |
| Marko-WGTU Witebsk    | ćwierćfinał           |
| Stroitiel Mińsk       | 1. miejsce            |
| Szachcior Soligorsk   | 2. miejsce            |
| WK Mohylew            | ćwierćfinał           |
| Zapadnyj Bug Brześć   | ćwierćfinał           |

## Ćwierćfinały
| Data       | Drużyna 1           |     | Drużyna 2           | Sety                         |
| ---------- | ------------------- | --- | ------------------- | ---------------------------- |
| 20.10.2017 | Stroitiel Mińsk     | 3:0 | Legion Obuchowo     | (25:19, 25:22, 25:22)        |
| 11.11.2017 | Stroitiel Mińsk     | 3:1 | Legion Obuchowo     | (25:19, 25:20, 23:25, 25:18) |
| 21.10.2017 | WK Mohylew          | 0:3 | MAPID Mińsk         | (28:30, 19:25, 19:25)        |
| 11.11.2017 | WK Mohylew          | 0:3 | MAPID Mińsk         | (17:25, 13:25, 21:25)        |
| 21.10.2017 | Marko-WGTU Witebsk  | 1:3 | BATE-BGUFK Borysów  | (17:25, 21:25, 25:20, 21:25) |
| 11.11.2017 | Marko-WGTU Witebsk  | 0:3 | BATE-BGUFK Borysów  | (25:27, 14:25, 18:25)        |
| 12.10.2017 | Szachcior Soligorsk | 3:0 | Zapadnyj Bug Brześć | (25:20, 25:18, 25:23)        |
| 25.11.2017 | Szachcior Soligorsk | 3:1 | Zapadnyj Bug Brześć | (25:14, 25:20, 22:25, 25:19) |

## Turniej finałowy

### Półfinały
| Data       | Drużyna 1          |     | Drużyna 2           | Sety                         |
| ---------- | ------------------ | --- | ------------------- | ---------------------------- |
| 15.12.2017 | Stroitiel Mińsk    | 3:0 | MAPID Mińsk         | (25:12, 25:12, 25:12)        |
| 15.12.2017 | BATE-BGUFK Borysów | 1:3 | Szachcior Soligorsk | (18:25, 25:18, 14:25, 23:25) |

### Mecz o 3. miejsce
| Data       | Drużyna 1   |     | Drużyna 2          | Sety                         |
| ---------- | ----------- | --- | ------------------ | ---------------------------- |
| 16.12.2017 | MAPID Mińsk | 1:3 | BATE-BGUFK Borysów | (21:25, 25:15, 22:25, 22:25) |

### Finał
| Data       | Drużyna 1       |     | Drużyna 2           | Sety                         |
| ---------- | --------------- | --- | ------------------- | ---------------------------- |
| 16.12.2017 | Stroitiel Mińsk | 3:1 | Szachcior Soligorsk | (21:25, 25:20, 25:17, 25:21) |

## Klasyfikacja końcowa
| Miejsce | Drużyna             |
| ------- | ------------------- |
| 1       | Stroitiel Mińsk     |
| 2       | Szachcior Soligorsk |
| 3       | BATE-BGUFK Borysów  |
| 4       | MAPID Mińsk         |
| 5-8     | Legion Obuchowo     |
| 5-8     | Marko-WGTU Witebsk  |
| 5-8     | WK Mohylew          |
| 5-8     | Zapadnyj Bug Brześć |